# Deep Dance
Deep Dance – polski zespół muzyczny wykonujący muzykę z pogranicza gatunku disco polo, dance, pop i muzyki klubowej powstały pod koniec 2015 roku.

## Historia zespołu
Zespół powstał w 2015 roku w Warszawie. Liderem i założycielem zespołu jest Patryk Janas. Zadebiutował utworem „Warto jest żyć”, do którego powstał teledysk. Drugi wydany singel to „Ten Czas”.
W 2017 roku związał się z wytwórnią Braxton Music Polska wydając kolejno single: „Deja Vu”, „Dziki Zachód”, „Telepatia” i „Wpadnij Na Kawę”.
Nagrał również piosenki z innymi polskimi i zagranicznymi wykonawcami, takie jak m.in. „Kocham Cię Tak” (w duecie z zagranicznym zespołem PAPAJAM), „W Tańcu Trzymasz Mnie” (w duecie z Veronicą), „Kochanie” (w duecie z Musicloft), „Deja Vu” (w duecie z DAGA), „Niedostępna” (w duecie z Jess), czy „Chcę Tylko Ciebie” (w duecie z Jenny).
Teledyski Deep Dance można zobaczyć w wielu programach muzycznych stacji telewizyjnych Grupy Polsat oraz Grupy 4fun Media.
Twórczość Deep Dance znana jest wśród Polonii w całej Europie. Grupa koncertuje głównie w klubach muzycznych oraz imprezach plenerowych w: Polsce, Wielkiej Brytanii, Holandii, Szwajcarii i Niemczech.

## Dyskografia

### Single[26]
- „Warto jest żyć” (2015)[7]
- „Ten czas[9]” (2015)
- „Wybacz mi[27]” (2016)
- „Ty i ja” (2016)[28]
- „Ciebie Mało[29]” (2016)
- „Ta Noc[30]” (2017[31])
- „Kocham cię tak” (+ Papajam) (2017[14])
- „W tańcu trzymasz mnie” (+ Veronica) (2017)
- „Ostra Jazda” (2017)[32]
- „Nie wiem jak żyć[33]” (2017)
- „Deja vu[12]” (+ Daga) (2018)
- „Dziki zachód[34][35][36]” (2018)
- „Telepatia[37][38][39]” (2018[40])
- „Kochanie[41]” (+ Musicloft[42][43]) (2018)
- „Wpadnij na kawę” (2019)[44][45]
- „Sobota” (2019)[46][47]
- „Niedostępna” (+ Jess) (2019)[48]
- „Chcę Tylko Ciebie” (+ Jenny) (2020)[49]
- „Złodziejka Serc” (2020)[50]
- „Tany Tany” (2020)[51]
- „Obietnica” (2020)[52]

## Nagrody i wyróżnienia
- Nagroda za zajęcie 1 miejsca w Ogólnopolskim Festiwalu Summer Disco & Dance Oborniki 2017[53]
- Nagroda za zajęcia 2 miejsca w Ogólnopolskim Festiwalu Disco Polo Ryjewo[54] 2017